# Лауріакум

Лауріакум у системі римських укріплень на Дунаї

Лауріакум (лат. Lauriacum) — поселення римського часу неподалік впадіння ріки Енс в Дунай (Верхня Австрія). Історичний попередник міста Енс.

## Етимологія
Назва має кельтське походження. Можливо, назва походить від власної назви людини — вождя чи першопоселенця й перекладається як «серед жителів Лауріоса», «біля людей Лауріоса». Проте інших поселень доримського часу біля гирла Енсу не ідентифіковано. Інше можливе пояснення — від місцевої річки Лауро.
Існують й інші варіанти написання топоніму, що можливо, були спричинені недбалістю римських писарів: Lauriacum, Laureacum, Lavoriacum, Blaboriacum, Loriacte.

## Римське місто
Провінція Норик, утворена в 16 р. до н. е., була відносно швидко романізована у І-ІІ ст. н. е. і вважалася безпечною (за виключенням періоду Маркоманських воєн). Тут виник ряд крупних цивільних поселень. Дрібні постійні табори на Дунаї не мали ніякого значення з точки зору міського розвитку. Одним із таких укріплень був влаштований Марком Аврелієм табір у Лауріакумі в 167—174 роках. На той час тут уже існували два невеликі центри розселення, які невдовзі злилися в одне місто.
Приблизно з 190 року і до пізньої античності в Лауріакумі розміщувався ІІ Італійський легіон. Пізніше тут згадуються місцеві допоміжні військові підрозділи — milites auxiliares Lauriacenses. Чисельність усіх військ у місті складала біля 6000 чоловік. Тут же містилася й резиденція губернатора Норика.
У Лауріакумі було розвинене річкове судноплавство, була зручна гавань — база римської Дунайського флоту. В місті виробляли зброю, цьому сприяли родовища заліза у Норику та вигідне географічне положення. Торгівля з північними варварами була вигідною, сюди стікалося багато торговців та ремісників з інших частин імперії.
Археологи не знайшли жодних значних творів мистецтва. Римське мистецтво не процвітало так пишно, як в Італії та Галлії, ймовірно, тому, що Лауріакум був військовою колонією на околиці імперії.
Обсяг забудованої площі охоплював 400×600 м. Усі громадські будівлі розміщувалися неподалік від легіонерського табору. Під церквою св. Лаврентія виявлена велична споруда, що зазнала кількох перебудов, поки не була перетворена на церкву. Очевидно, тут же був і преторій губернатора та командира легіону. Храми або святилища не були виявлені. Є деякі ознаки існування водопровідних каналів. Міської стіни не було, оскільки населення в пізній античності переселялося до легіонерського табору, який на той час був рідко заселений.
Приблизно в 480 році місто було спалене й розграбоване. У VI столітті, місто, що було, очевидно, не повністю зруйноване, населяється новими мешканцями з навколишніх германських племен.

## Християнство в Лауріакумі
З подіями початку IV ст. пов'язана легенда про святого Флоріана та 40 мучеників-християн. Християн стали жертвами переслідувань, що відбувалися за часів правління імператора Діоклетіана. Флоріан, який був місцевим легіонером, відмовився робити жертвоприношення язичницьким богам, за що також був покараний. Після жахливих тортур його кинуто до річки Енс, де він потонув.
Очевидно, у той час кількість християн у місті не була суттєвою, нова релігія сповідувалась у прихованій формі. Серед 40 християн не згадуються єпископи, священики чи диякони. Ймовірно християнство у цей придунайський форпост було принесено відносно недавно (кінець ІІІ ст.) воїнами.
Пізніше тут існувало кілька християнських церков, місто стало резиденцією єпископів. З Лауріакумом був пов'язаний святий Северин, що мав великий авторитет у варварів.

Монета Lauriacum

## Цікаві факти
11 квітня 2012 року Монетний двір Австрії випустив п'яту монету серії «Рим на Дунаї» на честь важливої військової бази римлян у Лауріакумі. Монета зображає святого Флоріана на фоні міського краєвиду, інша сторона — імператора Граціана.